# Cerkiew św. Jerzego w Kiszyniowie
Cerkiew św. Jerzego – prawosławna cerkiew w Kiszyniowie, w jurysdykcji eparchii kiszyniowskiej Mołdawskiego Kościoła Prawosławnego. Wpisana do rejestru zabytków Mołdawii o znaczeniu narodowym.

## Historia
Prace przy budowie świątyni zakończyły się w 1819 r. Jej wzniesienie zainicjowała kiszyniowska społeczność bułgarska, jednak w trakcie prac postanowiono, że cerkiew będzie ostatecznie świątynią parafii terytorialnej, nie etnicznej, przyjmującej wszystkich żyjących na jej terenie wyznawców prawosławia. Cerkiew została zamknięta po włączeniu Mołdawii do ZSRR, urządzono w niej wówczas magazyn. Została przywrócona do użytku liturgicznego po 1991. 

## Architektura

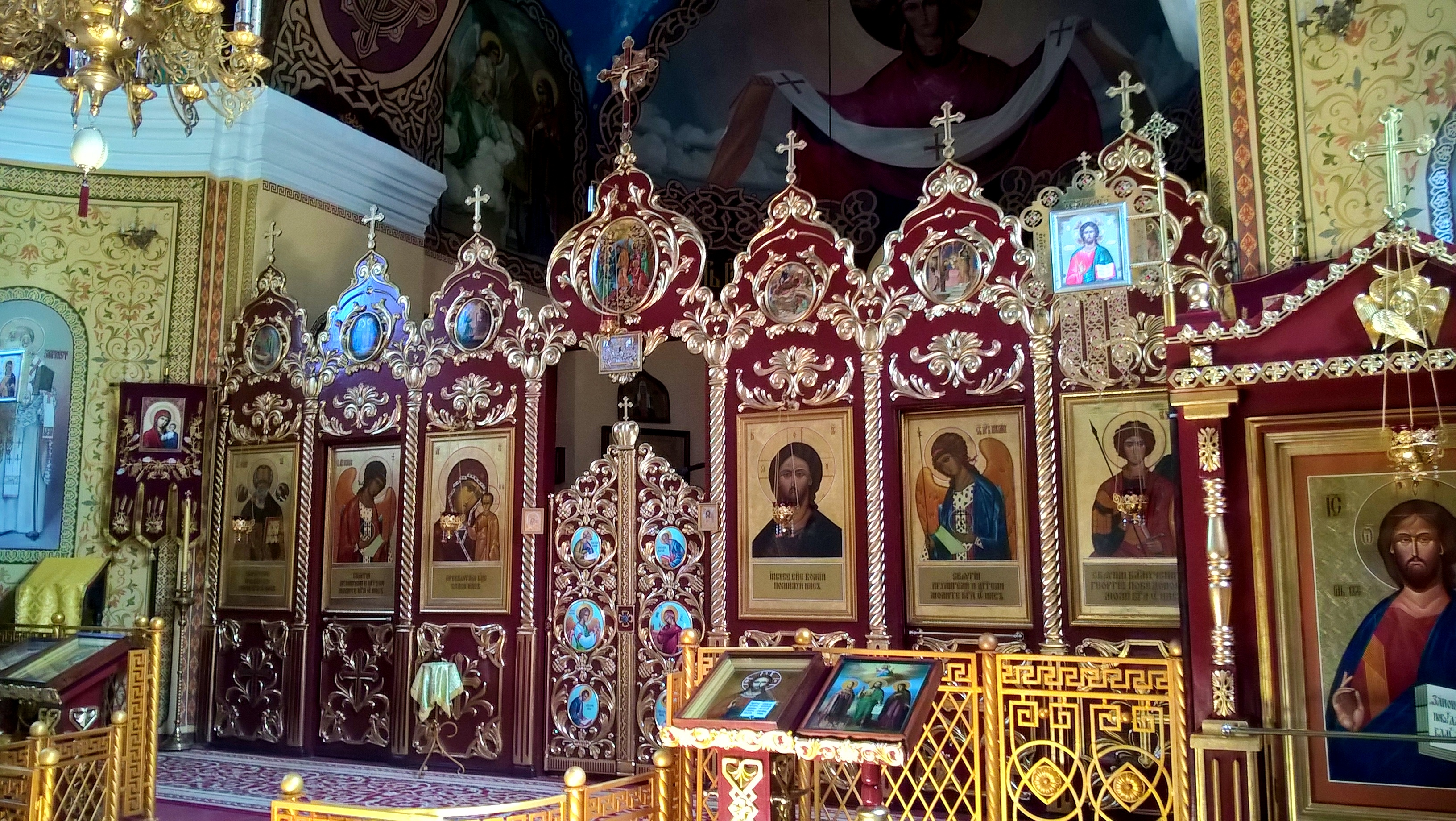
Ikonostas

Cerkiew została wzniesiona w eklektycznym stylu nawiązującym z jednej strony do lokalnego budownictwa sakralnego, z drugiej – do architektury zachodnioeuropejskiej barokowej i klasycystycznej. Ze sztuki zachodniej zaczerpnięto m.in. dekorację zewnętrzną, zdobienie ścian cerkwi rzędami pilastrów, trójkątny fronton nad wejściem, fryzy. Zbudowana jest na planie krzyża, którego ramiona również zamknięte są półkoliście, co zbliża nieco architekturę świątyni do typowego w architekturze cerkwi mołdawskich planu trójkonchowego. Posiada jeden ołtarz umieszczony w półkoliście zamkniętej absydzie oraz jedną wieżę-dzwonnicę usytuowaną nad przedsionkiem. Specyficzną cechą rozplanowania wnętrza świątyni jest zatarcie podziałów między przedsionkiem a nawą, które niemalże łączą się w jedno obszerne pomieszczenie przeznaczone dla wiernych.